# Casearia singularis
Casearia singularis är en videväxtart som beskrevs av August Wilhelm Eichler. Casearia singularis ingår i släktet Casearia och familjen videväxter. Inga underarter finns listade i Catalogue of Life.